# Golfe de Catane
Le golfe de Catane (en italien : golfo di Catania) est un golfe italien de la mer Ionienne qui s'étend face aux communes de Capo Mulini di Acireale au nord et Capo Campolato di Augusta au sud. La côte correspondante mesure une cinquantaine de kilomètres de long.
La partie nord de la côte est rocheuse et déchiquetée jusqu'au port de Catane, et est composée de roches basaltiques, résultat de multiples éruptions de l'Etna ayant atteint la mer et les cols émergeant des fonds marins qui forment le petit archipel de l'Isole dei Ciclopi et le rocher sur lequel se dresse le château d'Aci. Au nord de la ville de Catane se trouve la crique d'Ognina où se trouve le port d'Ulisse, petit port de pêche et de plaisance, dans lequel se jette une rivière souterraine anciennement appelée Longina, qui a donné son nom au quartier. À la gare centrale de Catane, la côte haute et surplombante s'appelle Scogliera d'Armisi, et il y a de grandes grottes de lave érodées par la mer presque complètement inaccessibles depuis la terre.
En partant du brise-lames sud du port, la côte devient sablonneuse et forme la longue plage de Plaia. Après environ 18 km, la côte redevient rocheuse, mais les roches sont d'un type différent, principalement calcaire et forment des ravins et de petites baies, presque toujours escarpées surplombant la mer.
Divers fleuves se jettent dans le golfe de Catane : le Simeto, le Gornalunga, le San Leonardo ; et divers cours d'eau, tels que l'Acquicella, le Buttaceto, le ravin Forcile et le canal Benante. La rivière souterraine d'Amenano se jette également dans le port de Catane, qui alimente la fontaine appelée par les habitants de Catane « L'acqua a linzolu » sur la piazza Duomo.